# Chevrolet Venture
El Chevrolet Venture es un monovolumen del Segmento D producido por el fabricante norteamericano Chevrolet desde el año 1997. Se posiciona en la gama por debajo del Chevrolet Zafira, su predecesor es el Chevrolet Lumina APV y fue sustituido en 2005 por el por el Chevrolet Uplander. También existe una versión para discapacitados que consiste en rampas descapotables